# Friedrich Wasmann
Rudolph Friedrich Wasmann (8 août 1805, Hambourg – 10 mai 1886, Mérano) est un peintre allemand du mouvement Biedermeier qui passa l'essentiel de sa vie au Tyrol du Sud (actuel Trentin-Haut-Adige). 

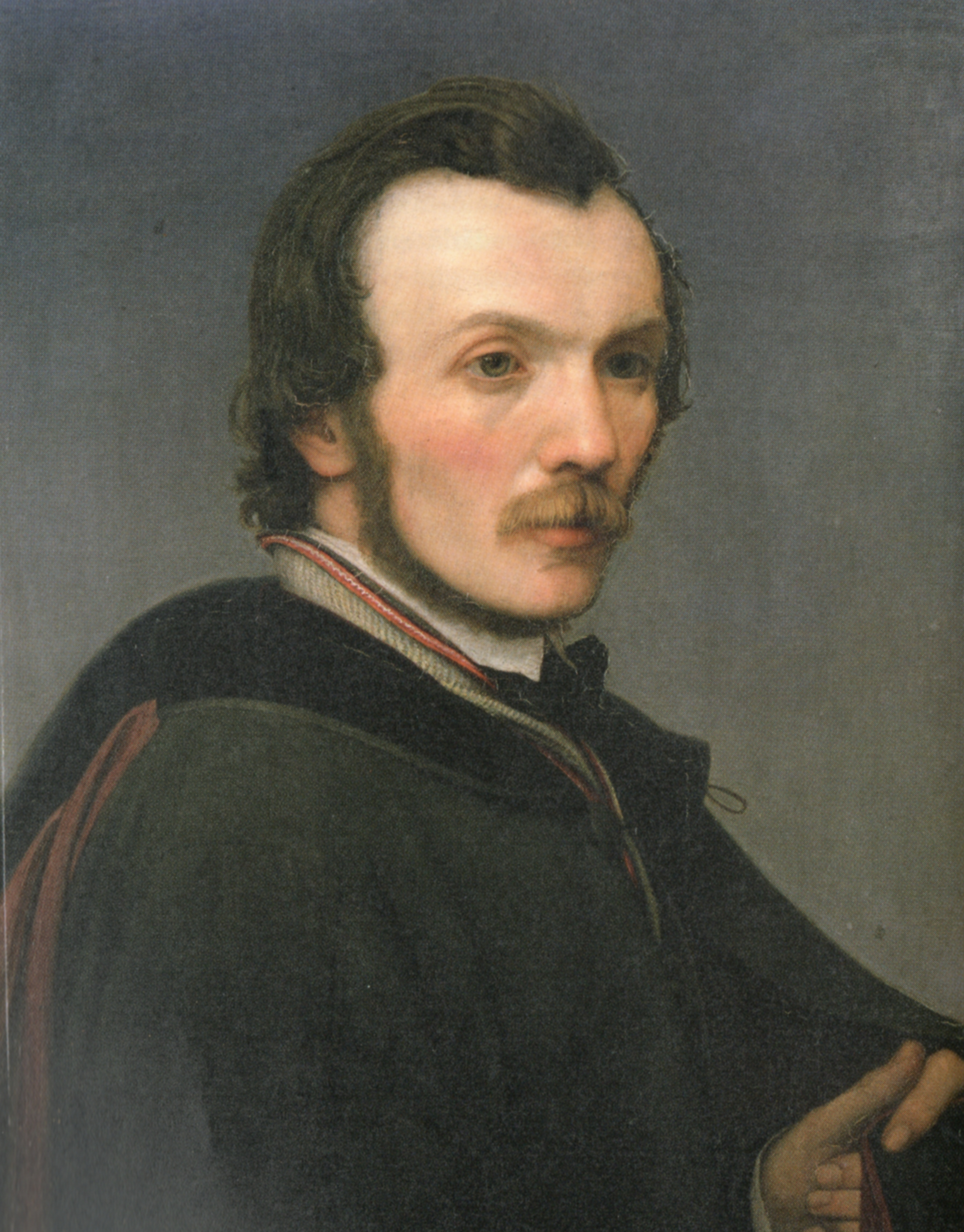
Autoportrait (1846)

## Biographie
Après un apprentissage débuté à 17 ans auprès du peintre Christopher Suhr (1771-1842), il étudie pendant plusieurs années à l'Académie des Beaux-Arts de Dresde puis de Munich. Il part ensuite pour l'Italie : d'abord Mérano (1830-1832) puis Rome (1832-1835), où il est influencé par Johann Friedrich Overbeck et Joseph Anton Koch, et d'autres peintres du mouvement nazaréen. Il se convertit alors au catholicisme.
Après six ans passés au Tyrol, il retourne à Hambourg où il rencontre sa future femme (Emilie Krammer) qu'il épouse en 1846. Il retourne ensuite à Mérano, où il termine ses jours.
Son fils Erich Wasmann, prêtre jésuite et entomologiste, étudiera la myrmécophilie et le mimétisme.
Friedrich Wasmann repose au cimetière de l'église Saint-Nicolas (en) à Mérano.

## Œuvre
Friedrich Wasmann est principalement un portraitiste. Il a également peint des paysages et des scènes religieuses dans la tradition du mouvement nazaréen. Ses œuvres sont visibles au musée des Beaux-Arts de Hambourg.

## Hommages
Une rue du quartier de Barmbek-Nord, à Hambourg, porte son nom.